# Emi Kuroda
Emi Kuroda (jap. 黒田 エミ, Kuroda Emi; * 1978 in der Präfektur Osaka), auch bekannt als Misuzu Akimoto (秋元 美鈴, Akimoto Misuzu), ist eine japanische Pornodarstellerin und Schauspielerin. Bekannt ist sie vor allem durch Mitsuru Meikes Film Die wunderbare Welt der Sachiko Hanai, in dem sie die Titelrolle spielte.

## Biografie
Emi Kuroda begann ihre Karriere im Jahr 2000 unter dem Namen Misuzu Akimoto. Sie spielte häufig Schulmädchen in Filmen wie Virtual Sexpot und mehreren Folgen von Paradise of Japan, die von Oriental Dream auf dem US-amerikanischen Markt veröffentlicht wurden. Deshalb wurden sie nicht wie die meisten japanischen Pornofilme durch Verpixelung der Genitalbereiche zensiert. 2002 wählte sie Emi Kuroda als neues Pseudonym. 2003 hatte sie bereits in über 200 Filmen mitgespielt.
Obwohl sie bisher keine Erfahrung als Schauspielerin hatte, wurde sie für die Hauptrolle in Mitsuro Meikes Pink-Film Die wunderbare Welt der Sachiko Hanai, der 2003 erschien, ausgewählt. Der Film erlangte Kultstatus und wurde ein internationaler Überraschungserfolg, der auf 20 Filmfestivals gezeigt wurde und 2006 in die US-amerikanischen Kinos kam. Im Rahmen der Festivalvorführungen des Films wurde Kuroda im Juli 2005 zum PIA Film Festival eingeladen. Kritiker Mark Schilling äußerte, der Film lebe von Emi Kurodas überzeugenden erotischen Verrenkungen und ihrer Fähigkeit, pseudo-intellektuelle Dialoge so herunterzurattern, als ob sie sie verstehen würde.
2004 wurde Kuroda wegen Erregung öffentlichen Ärgernisses in einer Bar verhaftet. Im gleichen Jahr spielte sie in der Erotikkomödie Bin×Bin: Ninja Hamedori-kun (BIN×BIN 忍者ハメ撮りくん) von Takao Nakano mit, die als Video erschien.
2004 zog sie sich aus dem Filmgeschäft zurück um eine Kampfsportkarriere zu beginnen.

## Filmografie (Auswahl)
- 2002: Paradise of Japan Folge 4, 6, 7, 8, 9, 12
- 2003: Paradise of Japan Folge 13 und 14
- 2003: Die wunderbare Welt der Sachiko Hanai (Hatsujō Katei Kyōshi: Sensei no Aijiru)
- 2004: The Mensetsu